# Thomisus whitakeri
Thomisus whitakeri là một loài nhện trong họ Thomisidae.
Loài này thuộc chi Thomisus. Thomisus whitakeri được Pawan U. Gajbe miêu tả năm 2004.